# Saraswati
Le Saraswati est un cours d'eau indien d'une longueur de 40 km qui coule dans l'État de l'Uttarakhand dans les montagnes de l'Himalaya. Il est un affluent de l'Alaknanda, dans le bassin du Gange.

## Source de la traduction
- (de) Cet article est partiellement ou en totalité issu de l’article de Wikipédia en allemand intitulé « Saraswati (Alaknanda) » (voir la liste des auteurs).